# Carex halliana
Carex halliana är en halvgräsart som beskrevs av Liberty Hyde Bailey. Carex halliana ingår i släktet starrar, och familjen halvgräs. Inga underarter finns listade i Catalogue of Life.